# Михалевский сельсовет (Константиновский район)
Михалевский сельсовет — упразднённая административно-территориальная единица, существовавшая на территории Московской губернии и Московской области до 1939 года.
Михалевский сельсовет был образован в первые годы советской власти. По данным 1922 года он входил в состав Константиновской волости Сергиевского уезда Московской губернии.
По данным 1926 года в состав сельсовета входили деревни Михалево и Симоново, погост Вытровский, а также 2 хутора и 1 завод.
В 1929 году Михалевский с/с был отнесён к Константиновскому району Кимрского округа Московской области.
17 июля 1939 года Михалевский с/с был упразднён. При этом селения Михалево, Симоново и Вытровский погост были переданы в Кузьминский с/с, а Алмазово, Гривино и Чирково — в Никульский с/с.